# Барон Брокет
Барон Брокет з Брокет Холла в графстві Хартфордшир — спадковий титул в системі перства Сполученого королівства. Він був створений 19 січня 1933 року для британського бізнесмена, сера Чарльза Неллі-Кейна, 1-го баронета (1866-1934). Він був головою пивоварної фірми «Robert Cain & Sons» (пізніше — «Walker Cain Ltd»), яка була заснована його батьком Робертом Кейном. 1 липня 1921 року для Чарльза Неллі-Кейна був створений титул баронета з Брокет Холла. Його син, Артур Рональд Нелл Нелл-Кейн, 2-й барон Брокет (1904-1967), був в Палаті громад від консервативної партії Вейвертрі (1931-1934). Станом на 2010 рік носієм титулу був онук останнього, Чарльз Рональд Джордж Нелл-Кейн, 3-й барон Брокет (рід. 1952), який змінив свого батька у 1967 році.
Родинна резиденція — Брокет-Холл в графстві Хартфордшир. Раніше сім'ї належав Бремсхілл-Парк в графстві Гемпшир.
Вільям Ернест Кейн (1864-1924), старший брат 1-го барона Брокет. У 1920 році для нього був створений титул баронета з Уоргрева в графстві Беркшир. У 1969 році після смерті його сина, сера Ернеста Кейна, 2-го баронета (1891-1969), цей титул припинив існування.

## Барони Брокет (1933)
- 1933-1934: Чарльз Олександр Нелл-Кейн, 1-й барон Брокет[en] (29 травня 1866 — 21 листопада 1934), четвертий син Роберта Кейна (1826-1907) [1]
- 1934-1967: Артур Рональд Нелл Нелл-Кейн, 2-й барон Брокет[en] (4 серпня 1904 — 24 березень 1967), єдиний син попереднього [2]
  - Високоповажний Рональд Чарльз Манус Нелл-Кейн (15 серпня 1928 — 15 березень 1961), старший син попереднього [3]
- 1967 — даний час: Чарльз Рональд Джордж Нелл-Кейн, 3-й барон Брокет[en] (рід. 12 лютого 1952), старший син високоповажного Рональда Чарльза Мануса Неллі-Кейна (1928-1961), старшого сина 2-го барона Брокет [4]
  - Спадкоємець титулу: Високоповажний Олександр Крістофер Чарльз Нелл-Кейн (рід. 30 вересня 1984), старший син попереднього[5].

## посилання
- Kidd, Charles, Williamson, David (editors). Debrett's Peerage and Baronetage (1990 edition). - N. Y. St Martin's Press, 1990..
- Leigh Rayment's Peerage Pages [Архівовано 1 травня 2008 у Wayback Machine.]
- thepeerage.com [Архівовано 14 квітня 2003 у Wayback Machine.]